# Alfa Romeo Matta
De Alfa Romeo Matta of Alfa Romeo 1900M was een 4x4-terreinwagen van de Italiaanse autobouwer Alfa Romeo. Er zijn ruim 2.000 voertuigen geproduceerd in de periode 1951 en 1954.
In 1951 was het Italiaanse leger op zoek naar een all-purposevoertuig en kwam terecht bij Alfa Romeo. Alfa Romeo had met de Coloniale eerder al een militair voertuig ontwikkeld aan het begin van de Tweede Wereldoorlog. Alfa ontwikkelde een jeepachtig voertuig op basis van zijn 1900. De motor van de 1900 werd dichtgeknepen tot een vermogen van 65 pk en het chassis werd wat korter en smaller. De versnellingsbak telde vier versnellingen voor- en een achteruit. Door de installatie van een extra reductiebak konden de versnellingen in hoge- en lage gearing gebruikt worden (4F1Rx2). Het voertuig had aandrijving op alle wielen (4x4). De terreinwagen kreeg de typeaanduiding AR51 en de bijnaam La Matta, Italiaans voor de gek. In totaal werden 2012 exemplaren aan het Italiaanse leger geleverd.
Op basis van de AR51 ontwikkelde Alfa Romeo met de AR52 een civiele uitvoering die gebruikt kon worden als lichte vrachtwagen of brandweerauto. 154 exemplaren werden gebouwd en aan diverse overheden geleverd.

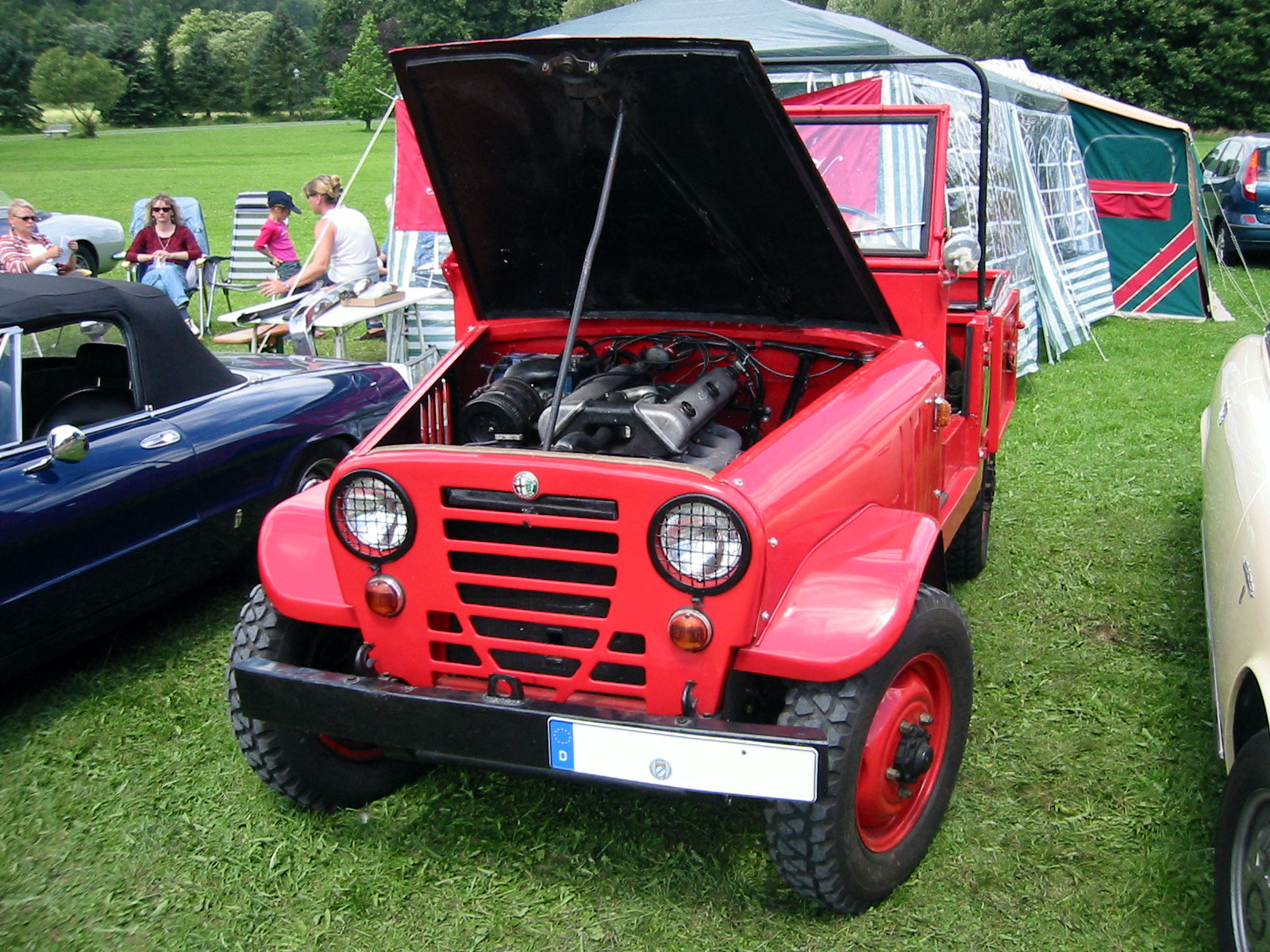
Alfa Romeo AR52